# Spectrum (album, Billy Cobham)
Spectrum je první sólové studiové album bubeníka Billyho Cobhama. Jeho nahrávání probíhalo od 14. do 16. května 1973 v newyorském studiu Electric Lady Studios. Vyšlo v říjnu téhož roku u vydavatelství Atlantic Records. Na různé klávesové nástroje zde hraje Jan Hammer, se kterým Cobham působil ve skupině Mahavishnu Orchestra. V některých skladbách hraje kytarista Tommy Bolin, pozdější člen hardrockové skupiny Deep Purple.

## Seznam skladeb
| Pořadí         | Název                                         | Délka     |
| -------------- | --------------------------------------------- | --------- |
| 1.             | Quadrant 4                                    | 4:20      |
| 2.             | a) Searching for the Right Door“ „b) Spectrum | 6:32 5:09 |
| 3.             | a) Anxiety“ „b) Taurian Matador               | 1:41 3:03 |
| 4.             | Stratus                                       | 6:40      |
| 5.             | a) To the Women in My Life“ „b) Le Lis        | 0:51 3:20 |
| 6.             | a) Snoopy's Search“ „b) Red Baron             | 1:02 6:37 |
| Celková délka: | Celková délka:                                | 37:17     |

## Obsazení
- Billy Cobham – bicí
- Tommy Bolin – kytara
- Jan Hammer – elektrické piano, akustické piano, syntezátor Moog
- Leland Sklar – baskytara
- Joe Farrell – sopránsaxofon, altsaxofon
- Jimmy Owens – křídlovka, trubka
- John Tropea – kytara
- Ron Carter – kontrabas
- Ray Barretto – konga